# Ида Хегаси Хойер
Ида Хегаси Хойер (на норвежки: Ida Hegazi Høyer) е норвежка писателка на произведения в жанра социална драма и документалистика.

## Биография и творчество
Ида Хегаси Хойер е родена на 2 юни 1981 г. в Осло, Норвегия. Има датско-египетски произход, като семейството ѝ идва от Лофотен в северната част на Норвегия. Израства в Осло. Следва социология. След дипломирането си работи в магазин за дрехи и започва да пише.
Първият ѝ роман „Под света“ е издаден през 2012 г. В него представя историята на жена в малко източно село, която работи в магазин за дрехи на компанията „Кобус“, и която се среща със селото, самотността, животните и със Животното в себе си. За романа „Под света“, и следващия – „Вън“, получава стипендията „Бьорнсон“ от Норвежката асоциация на книгоразпространителите за изявен млад талант.
През 2014 г. е издаден романът ѝ „Извинявай“. В историята млада жена среща млад мъж и това е любов от пръв поглед, но в следващите месеци, докато живеят малък апартамент и са погълнати един от друг, в нея се заражда подозрението, че той може да не е това, което изглежда. Книгата е интензивен роман за любовта, самоизмамата и опасните тайни, изследвайки по-тъмните страни на ежедневието на репресията и самозащитата. Книгата получава наградата за литература на Европейския съюз за 2015 г. Обявена е от вестник Morgenbladet за един от най-добрите норвежки автори на възраст под 35 години. Трите ѝ първи романи са своеобразна трилогия, с истории за всепоглъщащата и унищожаваща любов на героите.
Писателката е сред ярките представители на съвременната норвежка белетристика. Модерната ѝ проза се откроява със специфичен почерк, език и стил.
Ида Хегаси Хойер живее в Осломарка – гористите и хълмисти райони около Осло.

## Произведения

### Самостоятелни романи
- Under Verden (2012)[1][4]
- Ut (2013)
- Unnskyld (2014) – награда за литература на ЕС
Извинявай, изд.: ИК „Колибри“, София (2018), прев. Мария Николова
- Fortellingen om øde (2015)
- Nordisk NU (2017)
- Fortællingen om øde (2017)
- Ene: Skissen (2018)
- Ene: Barnet (2019)
- Kirurgen (2022)[3]

### Сборници
- Historier om trøst (2016) – разкази[1]

### Документалистика
- Kim Friele (2019) – биография[1]